# Lenny Ravitz
Lenny Ravitz (hebräisch לני רביץ; * 15. Juli 1936 in Connecticut) ist ein israelisch-US-amerikanischer Theater- und Filmschauspieler.

## Leben
Ravitz wurde am 15. Juli 1936 im US-Bundesstaat Connecticut geboren und besuchte im Alter von 28 Jahre das erste Mal Israel. Dort lernte er seine zukünftige Frau kennen. Später zog er in die Stadt Eilat und arbeitete als ehemaliger Pädagogikstudenten als Englischlehrer. Ravitz ist der Vater des Schauspielers Natan Ravitz (* 30. November 1966 in Eilat), des Stand-Up-Comedians Doron Ravitz (* 5. Januar 1968) und der Theaterpädagogin Orit (Uri) Ravitz.
Er übernahm Charakterrollen 1983 in den Filmen Im Schatten des Krieges, Ein zweiter Versuch und Fellow Travellers. 2018 stellte er in Golem – Wiedergeburt die Rolle des Horrovits dar.
Im November 2012 verlieh ihm die Israel Artists’ Association eine Anerkennungsurkunde für seinen Beitrag zur israelischen Kultur im Laufe der Jahre.

## Filmografie (Auswahl)
- 1983: Im Schatten des Krieges (The Last Winter)
- 1983: Ein zweiter Versuch (Tell Me That You Love Me)
- 1983: Fellow Travellers (Magash Hakesef)
- 1987: Chico, der Skipper (Abba Ganuv)
- 1991: The Skipper III (Abba Ganuv III)
- 1992–1993: Tropical Heat (Fernsehserie, 2 Episoden)
- 2000: Delta Force One: The Lost Patrol
- 2018: Golem – Wiedergeburt (The Golem)